# أميل موشوم
أميل موشوم (بالفرنسية: Émile Mauchamp) أو پياغ بنوا أميل موشوم (Pierre Benoit Émile Mauchamp) (ولد 3 مارس 1870 في سون ولوار - توفي 19 مارس 1907 في مراكش المغربية) كان طبيبا فرنسيا اغتيل في مراكش قرب العيادة حيث كان يعمل.
وُجد ميتا 19 مارس 1907، مغتال في السابع والثلاثين من عمره قرب عيادته في مراكش. يعد اغتياله حادثا سياسيا في الفترة المؤدية إلى الحماية الفرنسية على المغرب، وصار مبررا للغزو الفرنسي لمدينة وجدة المغربية. رثى الدكتور في جنازته وزير الخارجية الفرنسية.

## نشأته وحياته

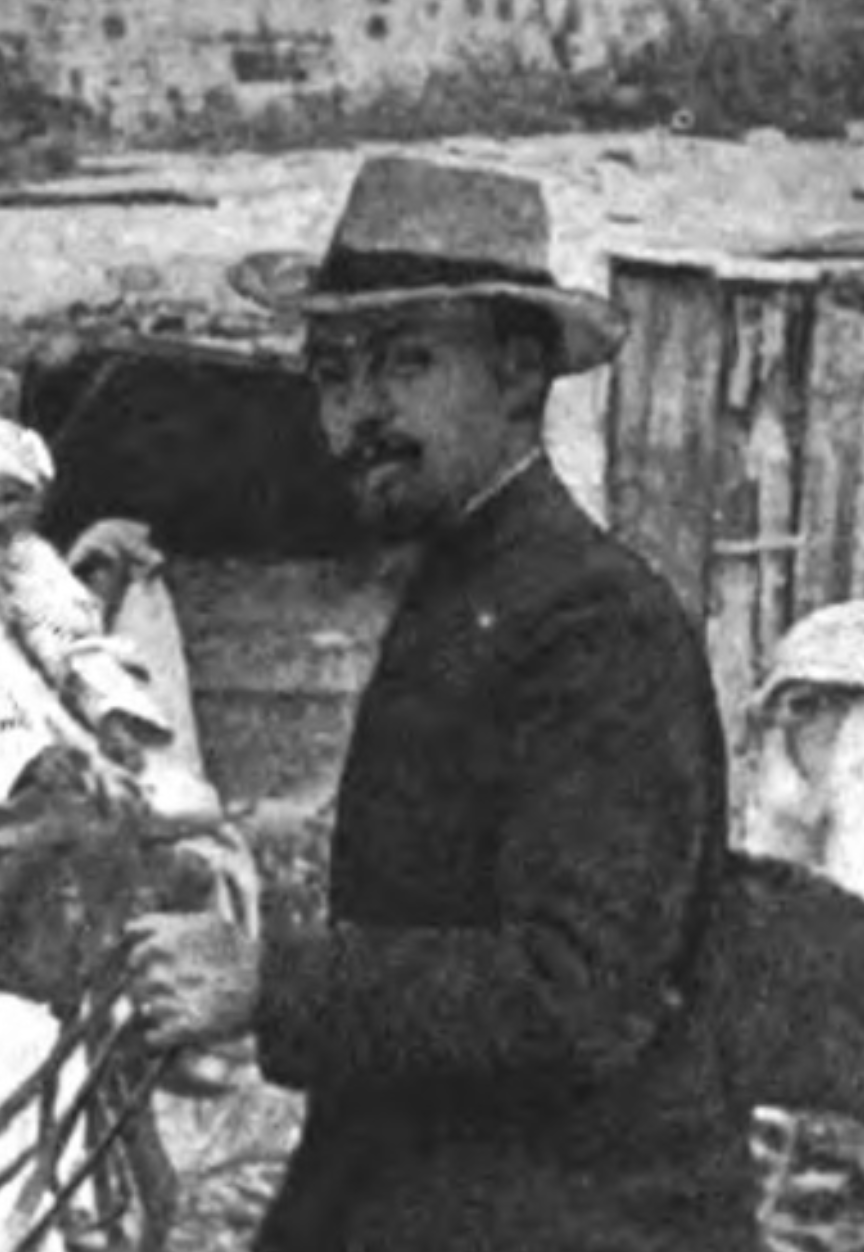
إميل موشوم

وُلد أميل موشوم في مدينة شالون سير ساون في شرق فرنسا في 3 مارس عام 1870 لأب يعمل بالسياسة حيث كان منتخبًا بلديًا ثم أصبح عمدة لمدينة شالون سير ساون. أنهى موشوم دراسته الثانوية بالمدينة، ثُم انتقل إلى باريس لدراسة الطب. وقد حملت أطروحته للدكتوراه عنوان «الرضاعة الطبيعية للأطفال الرضع باستخدام الحليب المعقم». وعقب إنهاء دراسته الجامعية، التحق بالعمل كطبيب للقوافل البحرية، وهو ما سمح له بالتنقل بين العديد من البلدان كالبرتغال، والبرازيل، وإيطاليا، واليونان، وروسيا، وما يعرف الآن بتركيا، كما استقر به المقام في فلسطين لبعض الوقت، وبالتحديد في مدينة القدس خلال الفترة ما بين عامي 1902-1905 عندما عينته وزارة الخارجية الفرنسية كطبيب بمستشفى سان لويس بالقدس حيث عكف على علاج مرضى الجدري والطاعون والكوليرا. كان موشوم مهتمًا بدراسة علم الأوبئة بشكل خاص، وهو ما جعل حكومة الدولة العثمانية تمنحه وسامًا لشجاعته في مكافحة الأوبئة المتفشية في أراضيها. وفي عام 1905 عُين طبيبا في المغرب بقرار من وزارة الخارجية الفرنسية لإدارة مستوصف الأطفال الذي أسسته الحكومة الفرنسية في مدينة مراكش عام 1905.

## اغتياله

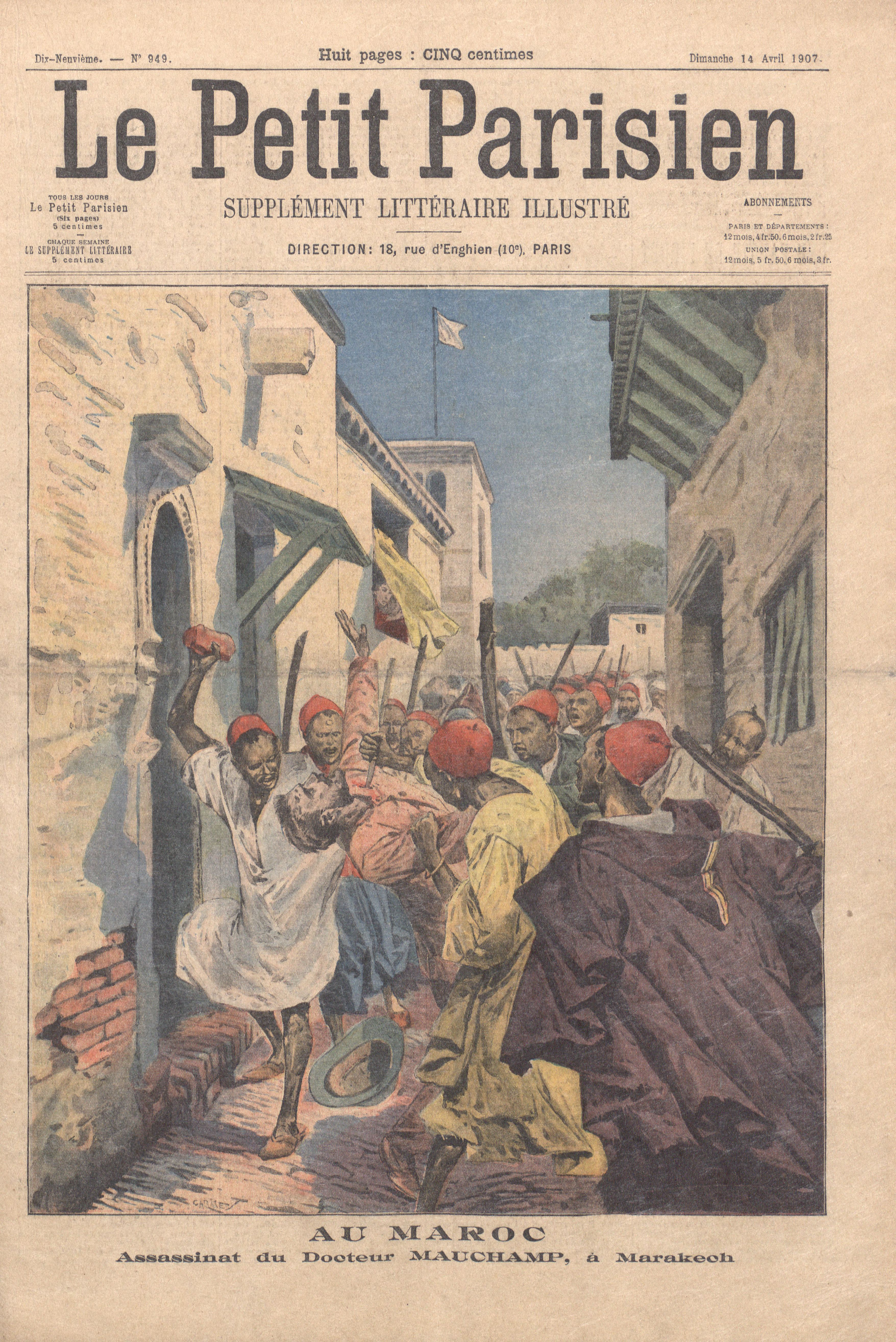
اغتيال موشوم في مراكش كما صورته صحيفة لو بيتي باريزيا عام 1907

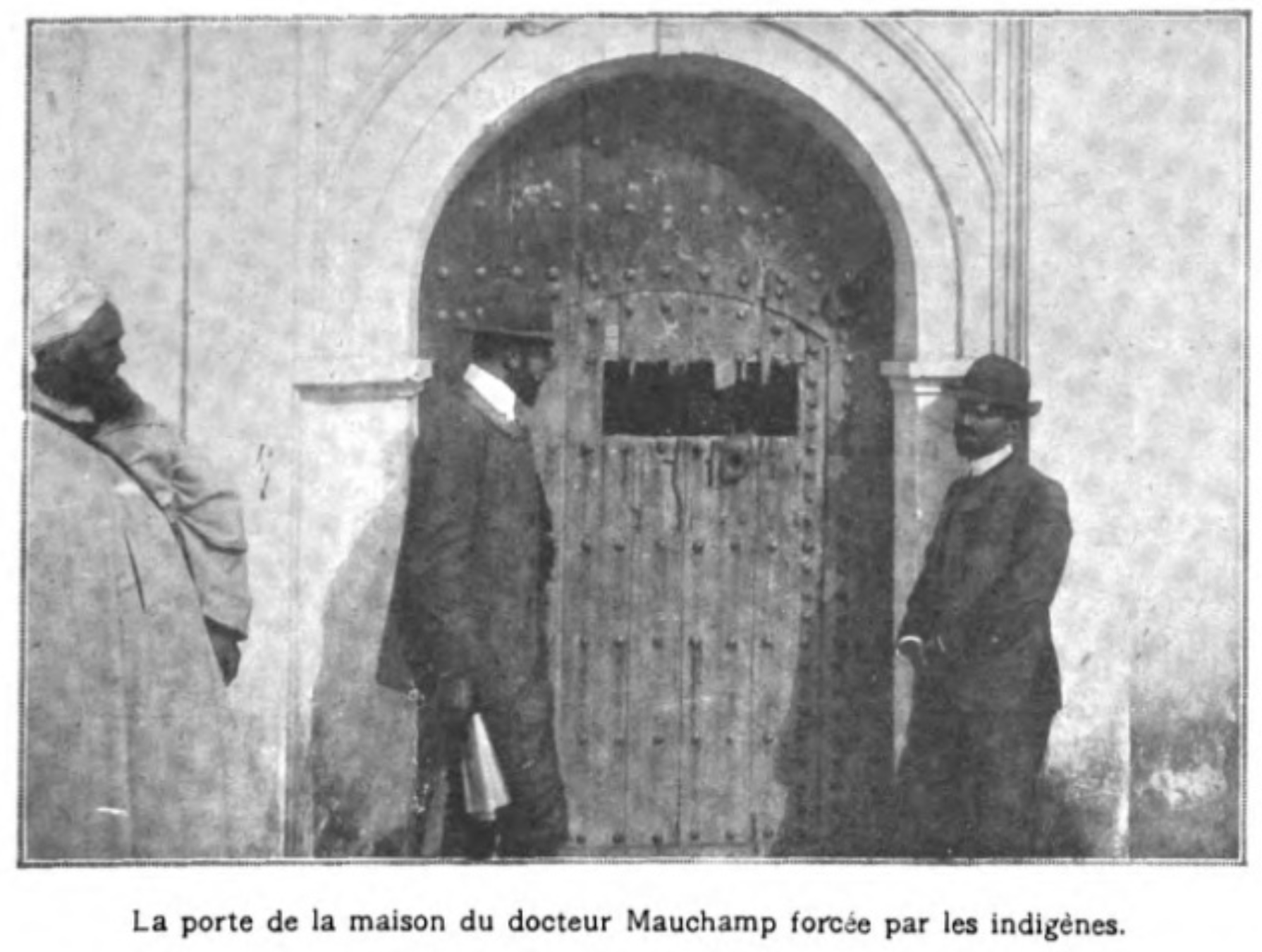
منزل موشوم عقب اقتحامه ونهبه

في عام 1906 انتشرت شائعات في مدينة مراكش تتهم الطبيب أميل موشوم بالتجسس على المغاربة والتخابر لصالح بلاده مستخدما ما اعتقد أهالي المدينة أنه هوائي لراديو لاسلكي كان قد نصبه فوق سطح بيته على حين ذكر أميل موشوم في مراسلاته أنها كانت مجرد حبال كان يستخدمها لتجفيف ملابسه بعد غسلها. وعندما ازدادة حدة التحريض ضده، حاول أميل موشوم الاستغاثة بالقنصل الفرنسي في الصويرة، ولكن لم تلقى استغاثته أي استجابة من المسؤولين الفرنسيين. وبالفعل، تعرض أميل موشوم قبل ستة أشهر من مقتله لمحاولة اغتيال عندما أطلق عدد من أنصار الشيخ أحمد الهيبة بمراكش النار في اتجاهه، ولكنه تمكن من تفادي الرصاص ورد بطلقات من مسدسه أردت بعض مهاجميه قتلى. وفي حوالي الحادية عشرة من صباح يوم 19 مارس 19071 احتشد عدد من المغاربة الغاضبين في الطريق المؤدية إلى مستوصف الأطفال الذي كان يديره موشوم في مدينة مراكش، واعترض بعضهم طريقه وقاموا بالاعتداء عليه وسحله على الأرض وضربه بالهراوات ورجمه بالحجارة، ثُم قام اثنين من المحتشدين بطعنه مما أدى إلى قتله. حاول بعض المهاجمين سكب النفط على جثمانه وإضرام النار فيه لولا وصول أفراد شرطة المدينة ومنعهم من فعل ذلك، كما تعرض منزل الطبيب إميل موشوم عقب مقتله مباشرةً للاقتحام والنهب.

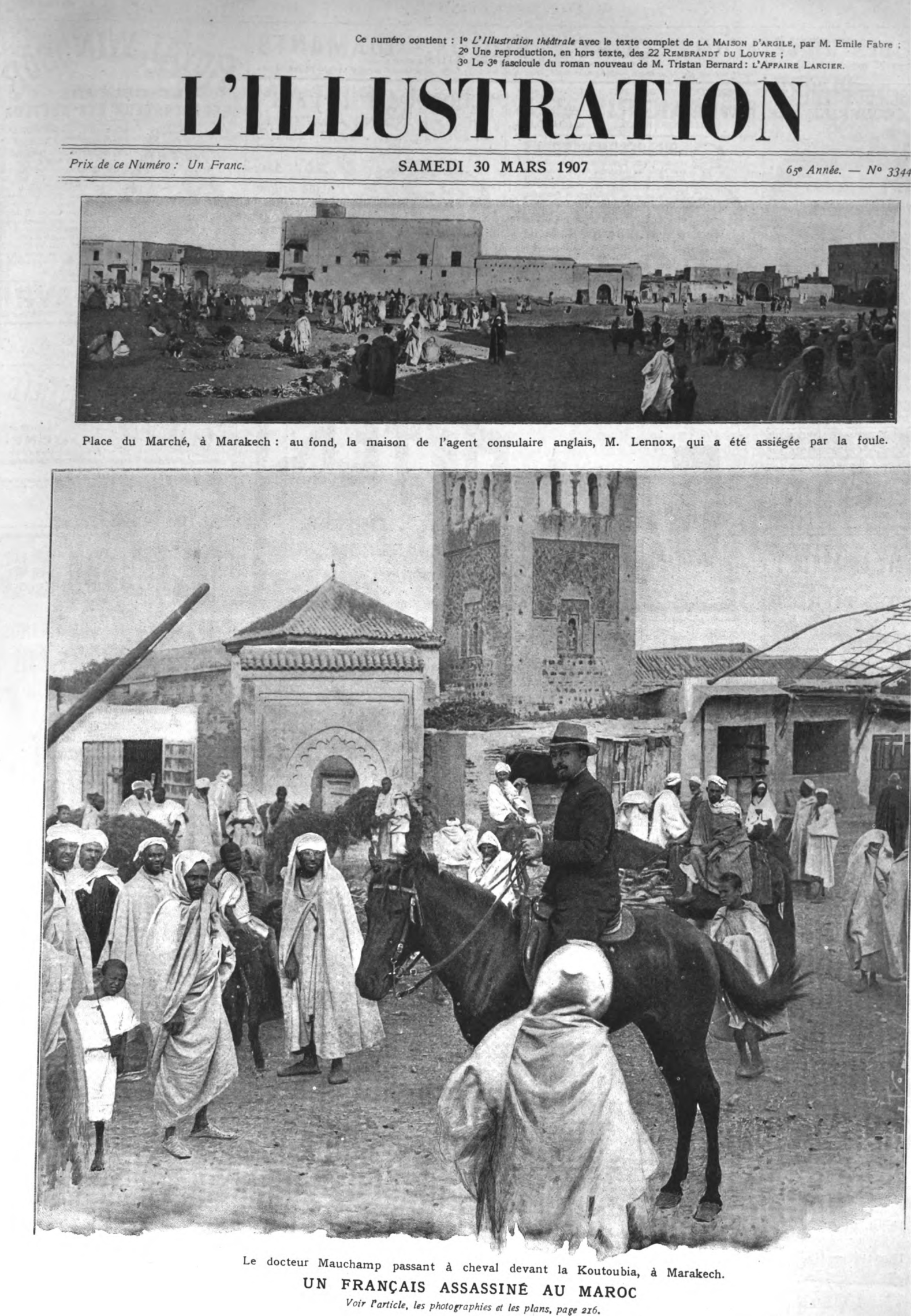
خبر اغتيال إميل موشوم في الصفحة الأولى من صحيفة الإليوستراسيون الفرنسية

كانت النتيجة التي توصل إليها الأطباء الشرعيين بعد فحص الجثمان أنه توفي بعد أن تلقى 25 طعنة باستخدام الخناجر والأسلحة البيضاء. حمل الجثمان بعد ذلك إلى فرنسا في نعش مغطى بالعلم الفرنسي ثلاثي الألوان ودُفن في المقبرة الشرقية بمدينة شالون سور ساون. وفي 11 أبريل 1907 أقيمت له جنازة مهيبة حضرها العديد من الشخصيات الأوروبية الهامة كان أبرزها وزير الخارجية الفرنسي ستيفن بيشون.

## ردود الأفعال

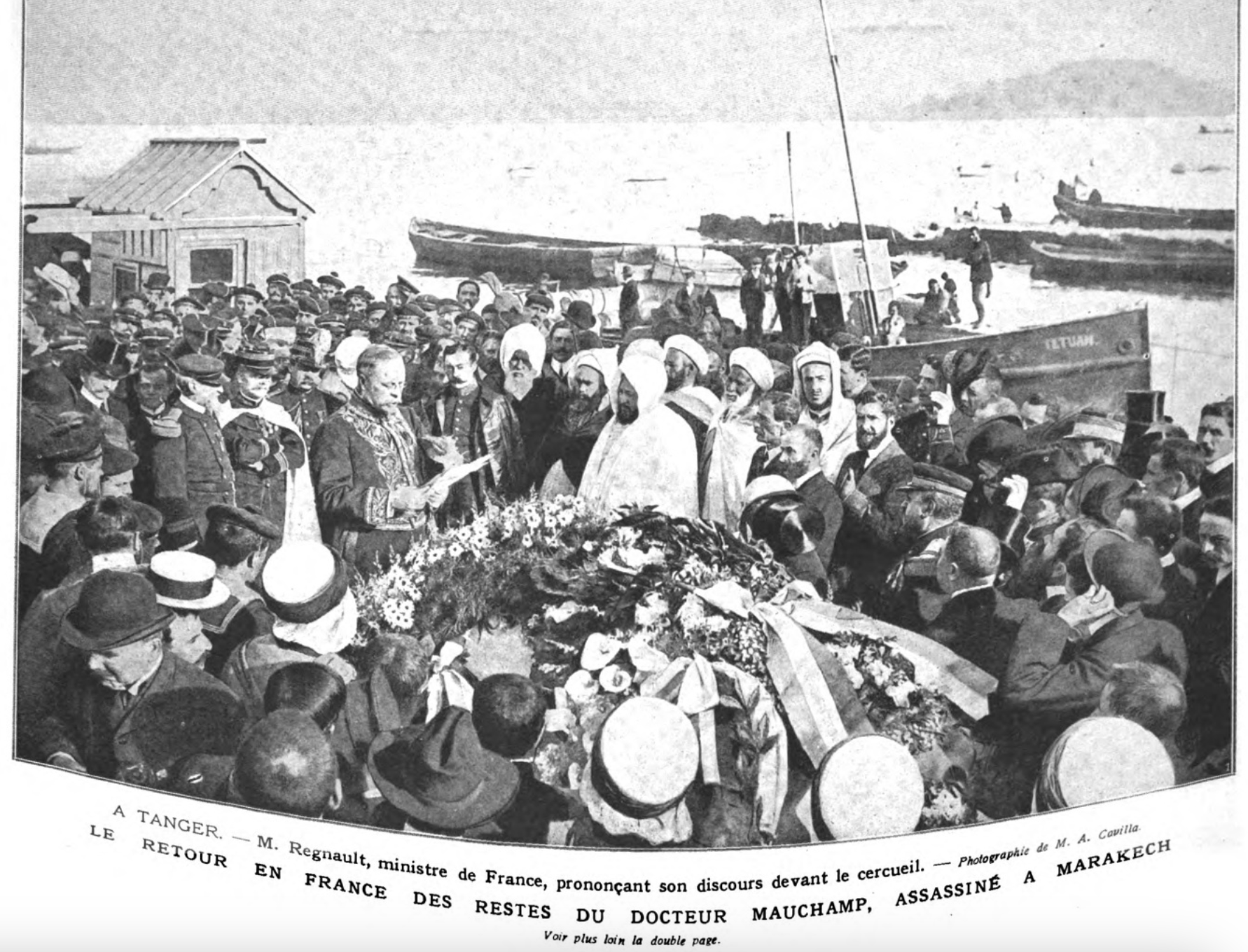
وصول جثمان إميل موشوم إلى محطة مدينة شالون سير ساون مسقط رأسه في فرنسا

أثار مقتل إميل موشوم ضجة عارمة في الأوساط الأوروبية، ووصفته الصحافة الفرنسية بشهيد الحضارة، واتخذ القائد العسكري الفرنسي هوبير ليوتي من مقتله ذريعة لاجتياح مدينة وجدة بقواته، وهو ما يُعد بداية الغزو الفرنسي للمغرب.

## التكريم
مُنح موشوم بعد مقتله وسام جوقة الشرف الفرنسي، كما أطلق اسمه على الشارع القريب من قصر العدل بمدينة شالون سور ساون في فرنسا. وفي 21 أغسطس 1910 دُشن النصب التذكاريّ الذي أقامه النحات التورنوسي بيير كوريون في ساحة شاباس بمدينة شالون سور ساون لتخليد ذكراه، وقد زُين هذا النصب التذكاري في البداية بتمثال برونزي يمثل امرأة مغربية تمد ذراعها نحو الطبيب وتحمل طفلها في الذراع الأخرى. لم يعد هذا التمثال موجودًا الآن بعدما سرقه الجنود الألمان الذين اجتاحوا فرنسا خلال الحرب العالمية الثانية.

## المؤلفات
في عام 1911 وبعد وفاته صدر كتاب من تأليفه بعنوان «السحر في المغرب» وقد كتب مقدمة الكتاب الكاتبان الفرنسيان جول بوا ودوربون إيني.